# Parafia św. Szymona i Judy Tadeusza w Bielinach
Parafia św. Szymona i Judy Tadeusza w Bielinach – jedna z 11 parafii dekanatu drzewickiego diecezji radomskiej.

## Historia
Parafia i pierwotny kościół drewniany powstały przed 1521, ufundowane przez dziedziców Bielińskich herbu Szreniawa. Parafia w 1521 obejmowała wsie Bieliny i Jastrząb. Patronat należał do dziedziców Bielin i Zychorzyna. W 1779 do parafii należały Bieliny, Grabowa i Zychorzyn. Około roku 1780 staraniem proboszcza ks. Jakuba Ziemieńskiego wzniesiono obecny kościół drewniany. Kościół jest modrzewiowy, konstrukcji zrębowej, orientowany, dach ma gontowy. W 1973 kościół poddano restauracji.

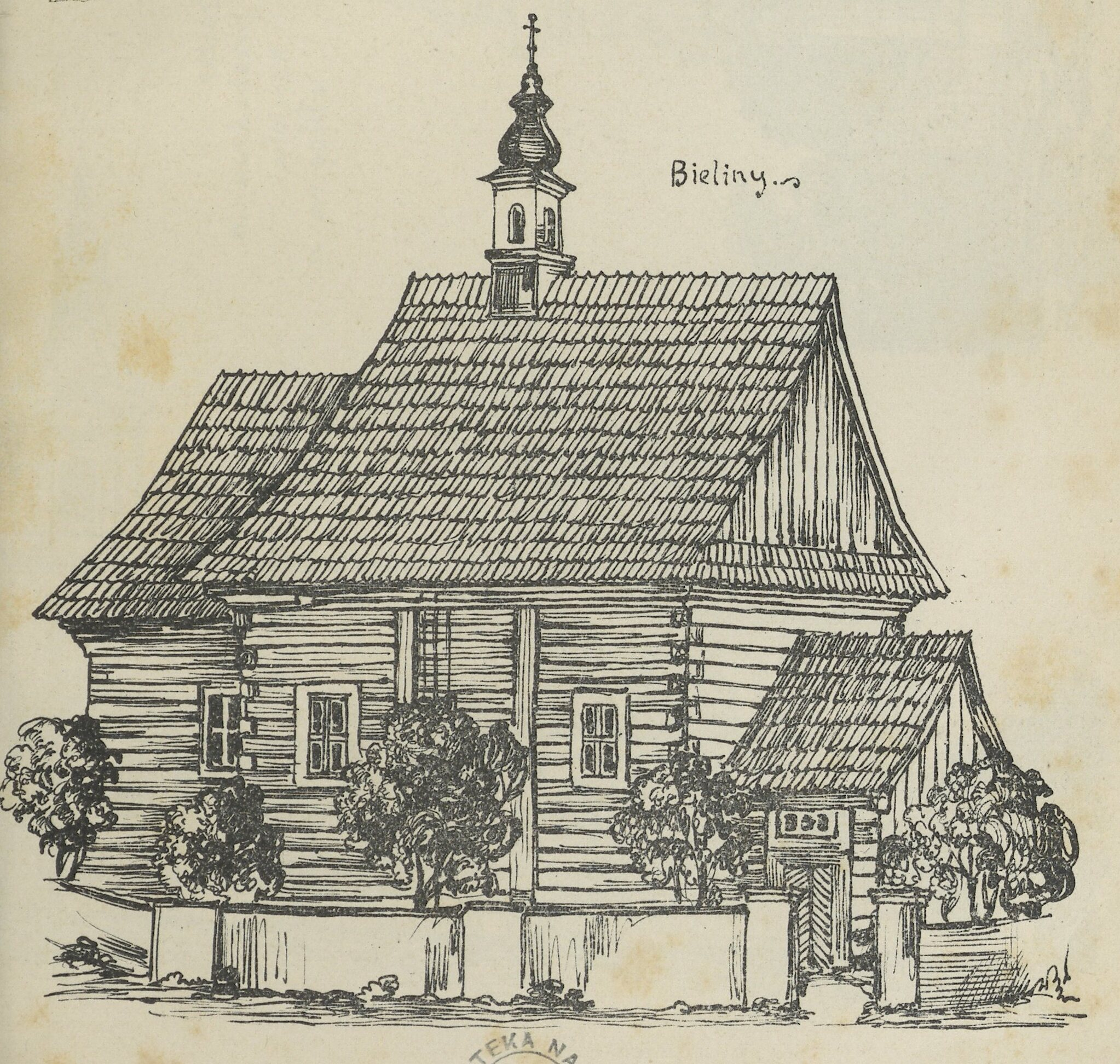
Kościół przed 1913

## Terytorium
- Do parafii należą: Antoniów, Bieliny, Janki (cz. Woli Gałeckiej), Jastrząb, Zychorzyn-Kolonia, Żurawiniec[2].

## Proboszczowie
1521. ks. Stanisław Sekwa z Drzewicy..
1675–1679. ks. Jan Wolski.
1726. ks. Jan Wawrzyński.
1739. ks. Marcin Ziółkiewicz.
1746. ks. Marcin Maternicki.
1756–1782. ks. Jakub Ziemieński.
1782–1785. ks. Józef Smarzewski.
1785–1787. ks. Kazimierz Rutkowski.
1787– ?. ks. Wojciech Musierowski.
1802. ks. Piotr Kolocki.
 ? –1816. ks. Tomasz Chrolowski.
1816–1822. ks. Józef Morawiecki.
1823. ks. Joachim Nych (administrator-zastępca).
1841. ks. Konstanty Gierszewski (zastępca).
1843–1849. ks. Wawrzyniec Goszczyński.
1949– ?. ks. Paweł Pionkowski.
1855. ks. Józef Ladachowski, ks. Władysław Kossecki.
1855– ?. ks. Michał Pietrzykowski.
 ? –1886. ks. Henryk Maszeski.
1875– ?. ks. Wawrzyniec Klimkiewicz, ks. Maurycy Łyczewski, ks. Teodor Pajączewski, ks. Antoni Łopatka.
1900– ?: ks. Adam Łaski, ks. Jan Wielicki, ks. Jan Słabek.
1907– ?: ks. Paweł Szumański.
1918–1924: ks. Marian Pawłowski.
1924–1936: ks. Antoni Dworzański.
1936–1968: ks. Franciszek Runo.
1968–2005: ks. Leon Materkowski.
2005–2013: ks. Piotr Mucha.
od 2014: ks. Grzegorz Walczak.